# Número de Courant-Friedrichs-Levy
El número de Courant (número de Courant-Friedrichs-Lewy, número CFL) ({\displaystyle C}) es el cociente entre el intervalo de tiempo y el tiempo de residencia en un volumen finito. Se aplica en la solución de ecuaciones diferenciales en derivadas parciales.
{\displaystyle C={\frac {\Delta t}{\Delta x/u}}}
| Símbolo                  | Nombre               | Unidad |
| ------------------------ | -------------------- | ------ |
| {\displaystyle C}        | Número de Courant    |        |
| {\displaystyle \Delta t} | Intervalo de tiempo  | s      |
| {\displaystyle \Delta x} | Intervalo de espacio | m      |
| {\displaystyle u}        | Velocidad            | m / s  |

El número de Courant marca el límite superior del intervalo de tiempo interno utilizado por ciertos algoritmos.

## Introducción
En matemáticas, la condición de Courant-Friedrichs-Lewy (condición CFL) es una condición de convergencia de ecuaciones diferenciales en derivadas parciales solucionadas mediante ciertos algortimos (no confundir con estabilidad numérica). Como consecuencia de esta condición, el paso de tiempo debe ser inferior a un cierto valor, si no, la simulación producirá resultados incorrectos. Esta condición se llama así en honor a Richard Courant, Kurt Friedrichs y Hans Lewy que la describieron en un artículo en 1928.
Por ejemplo, si una onda está cruzando una malla discreta, entonces el intervalo de tiempo debe ser inferior que el tiempo necesario para que la onda atraviese los puntos de la malla adyacentes. Como corolario, cuando la separación entre los puntos de la malla se reduce, el límite superior para el intervalo de tiempo es inferior.
La condición CFL se representa comúnmente para esquemas de advección puros (es decir ignorando los términos de difusión y reacción) como:
{\displaystyle {\frac {u\cdot \Delta \,t}{\Delta \,x}}<C}
En un caso bidimensional la ecuación anterior se transforma en:
{\displaystyle {\frac {u_{x}\cdot \Delta \,t}{\Delta \,x}}+{\frac {u_{y}\cdot \Delta \,t}{\Delta \,y}}<C}
La condición CFL puede ser muy limitante para el intervalo de tiempo Δt, hasta el punto que para ciertas ecuaciones diferenciales en derivadas parciales de cuarto orden es:
{\displaystyle {\frac {\Delta t}{\Delta x^{4}}}<C}
por lo que se utilizan métodos implícitos para evitarla.
- Datos: Q1023483